# Bartošovce
Bartošovce (hongrois : Bartosfalva) est un village de Slovaquie situé dans la région de Prešov.

## Histoire
Première mention écrite du village en 1427.

## Démographie

### Évolution de la population
| Année:               | 1994. | 2004.   | 2014.   | 2024.   |
| -------------------- | ----- | ------- | ------- | ------- |
| Nombre de personnes: | 707   | 724     | 718     | 774     |
| Différence:          |       | +2,40 % | -0,82 % | +7,79 % |

| Année:               | 2023. | 2024.   |
| -------------------- | ----- | ------- |
| Nombre de personnes: | 758   | 774     |
| Différence:          |       | +2,11 % |